# Obergruna
Obergruna ist ein Ortsteil der sächsischen Stadt Großschirma im Landkreis Mittelsachsen. Der Ort wurde am 1. Januar 1994 in die Stadt Siebenlehn eingemeindet. Mit dieser kam der Ort am 1. September 2003 zu Großschirma.

## Geografie und Verkehr
Obergruna liegt etwa 5 Kilometer südlich von Nossen in Sachsen. Der Ort liegt zwischen der Bundesstraße 101 im Westen und der Freiberger Mulde im Osten. Nachbarorte von Obergruna sind Siebenlehn im Norden, Bieberstein im Osten, Burkersdorf im Südosten sowie Kleinvoigtsberg im Süden.
Von 1899 bis 1972 existierte im nahen Tal der Freiberger Mulde der Bahnhof Obergruna–Bieberstein der Schmalspurbahn Freital-Potschappel–Nossen, mit Bahnanschluss nach Nossen und Wilsdruff.

## Geschichte

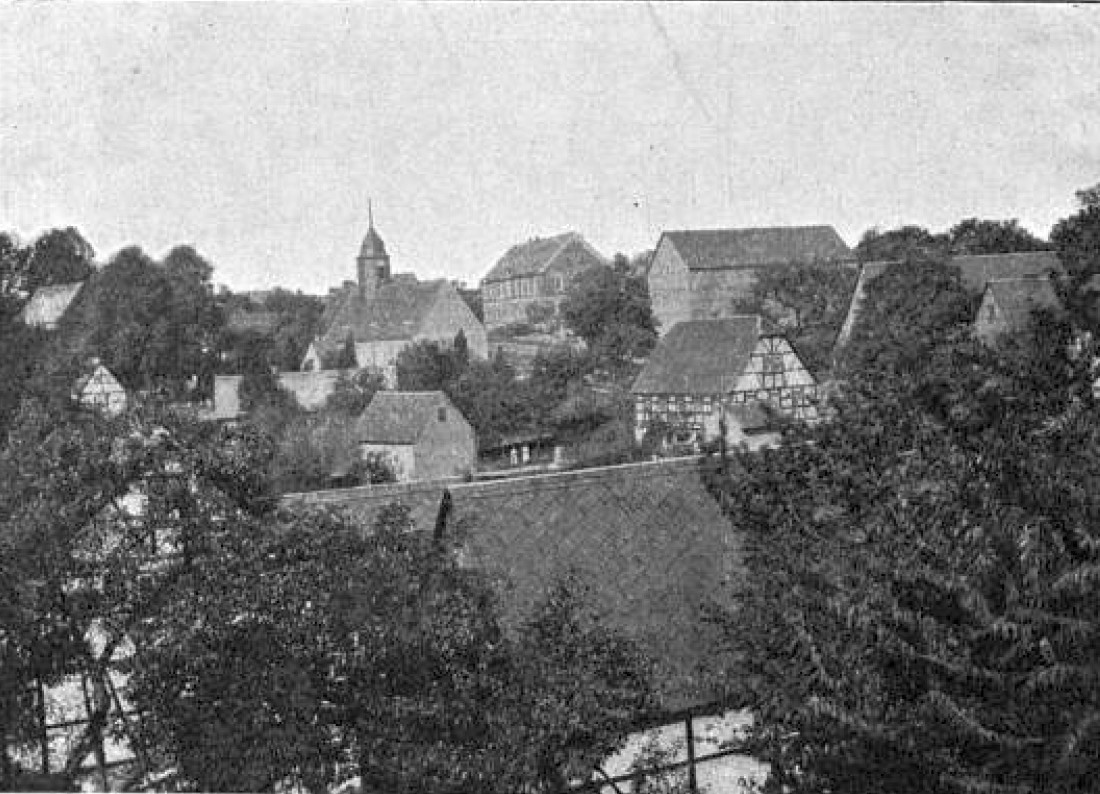
Ortsansicht um 1900

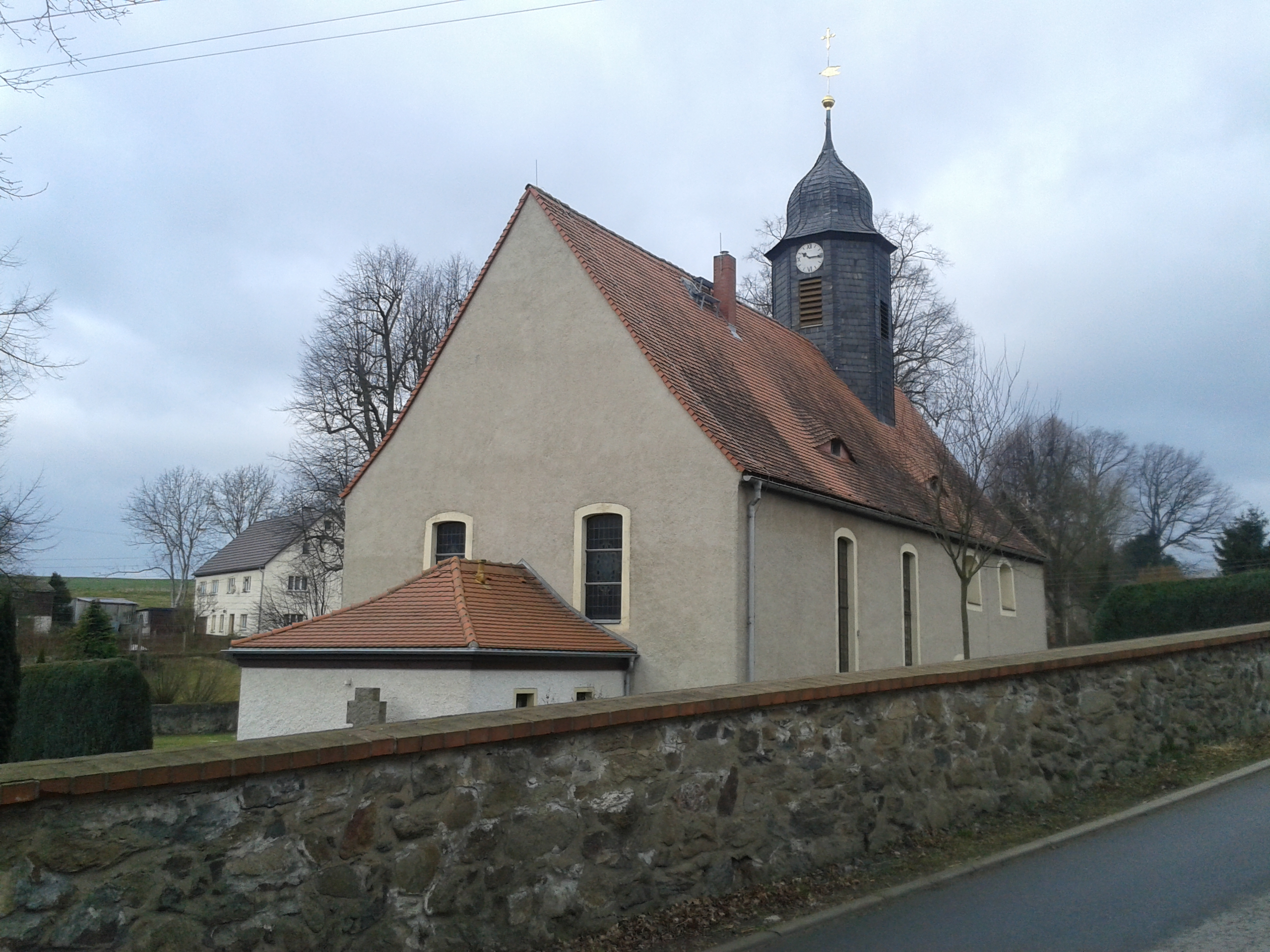
Kirche Obergruna

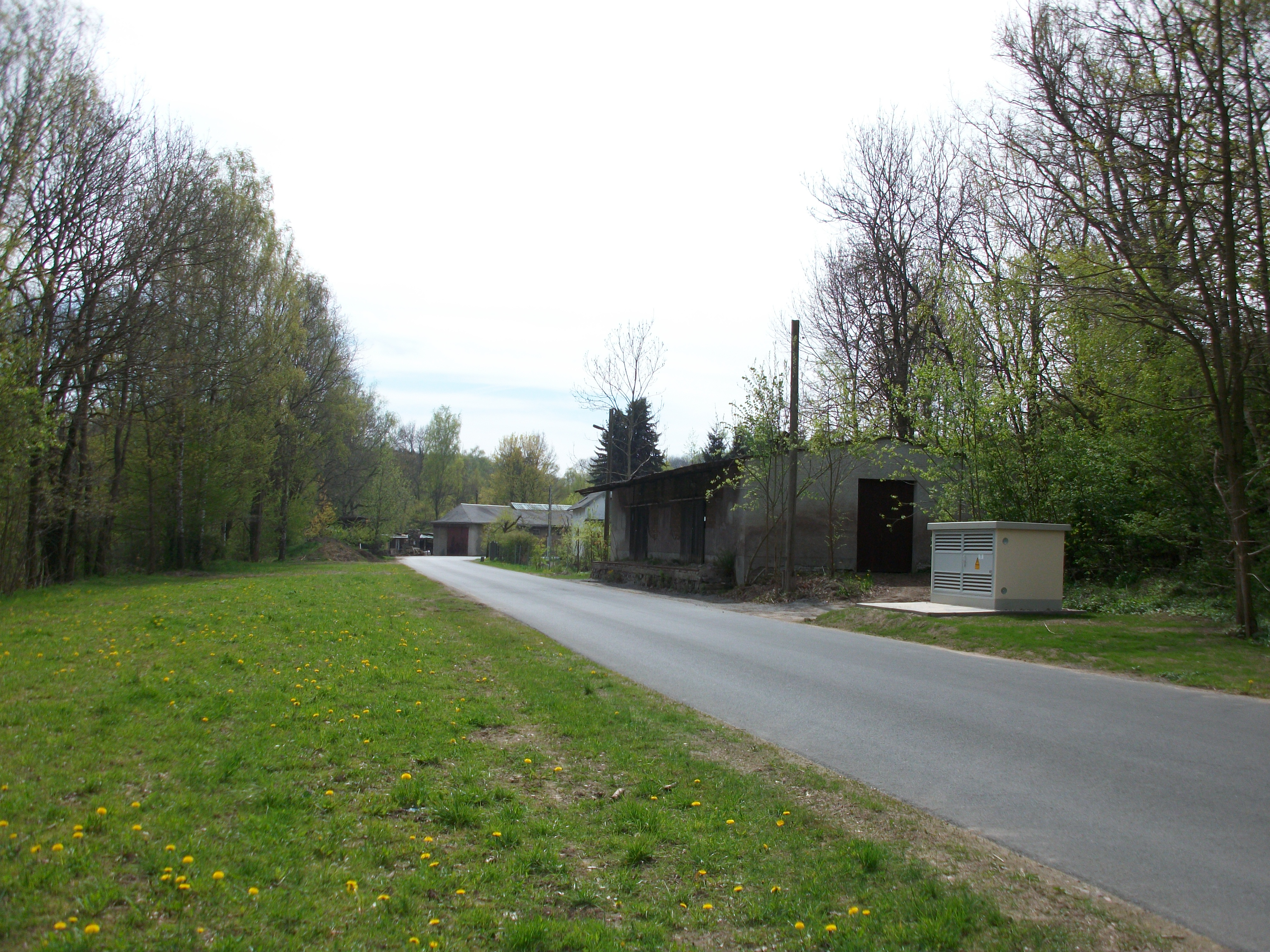
Ehemaliger Bahnhof Obergruna–Bieberstein mit BHG-Gebäude rechts (2017)

Die erste eindeutig zuweisbare Ortsnamenform datiert von 1428 als Grunaw superior, für 1218 wird ein Sifridus de Grunowe genannt, der Zusammenhang zum Ort ist jedoch unsicher. Im Jahr 1561 wurde Obergruna vom Kurfürst August an Caspar von Maltitz zu Wendischbora verkauft, dem zu dieser Zeit das Rittergut Wendischbora gehörte. Um 1590 war Obergruna Amtsdorf im Amt Nossen, das mit Einführung der Reformation und der Säkularisation des Klosters Altzella im Jahr 1540 aus einem Großteil des Klosterbesitzes gebildet wurde. Im Jahr 1686 kam es zu einem Großbrand im Ort, dem die Kirche, die Schule, die Pfarre und viele Häuser zum Opfer fielen. Der heutige Kirchenbau wurde 1687 eingeweiht. Ein Vorwerk ist in Obergruna seit 1696 belegt. Während die Nebengebäude abgerissen wurde, ist das sanierte Herrenhaus bis heute bewohnt.
August Schumann nennt 1820 im Staats-, Post- und Zeitungslexikon von Sachsen Obergruna betreffend u. a.:

„Von der Mulde an zieht sich das Dorf in westlicher Richtung […] bis an den Zeller Wald hinauf, […]. Das Dorf genießt daher nur am Fluße […] eines mildern Klimas, welches dagegen im Oberdorfe schon etwas rauh ist. – Es gehört zum bei weitem größten Theil unmittelbar unter das Noßener Amt; denn zu dem, […] östl. gelegenen Rittergut Bieberstein gehört nur die, oberhalb des Ortes an der Mulde gelegene, mit 2 Gängen und Säge versehene Buschmühle; und unter dem hiesigen neuschriftsässigen Rittergut steht nur etwa der fünfte Theil der Einwohner; außerdem gehören auch einige unter das Bergamt Freiberg. Das erwähnte Rittergut wurde 1666 nebst einigen Häusern oberhalb der Straße vom geheimen Rathe von Schönberg auf Bieberstein, auf einer bisherigen Wüstung gegründet, und ist eben nicht bedeutend. Zur hiesigen Pfarrkirche ist kein weiterer Ort gepfarrt; […]. Die Bewohner nähren sich, außer der Wirthschaft (wozu sie weder große, noch gute Fluren haben) auch sehr durch den Bergbau, durch Tagelöhnerei im Walde, durch die Straße, mit mehreren Handwerken u. s. w. Außer der genannten Buschmühle giebt es noch eine Mühle an der Mulde, am untern Ende des Ortes. – Auf hiesiger Flur giebt es zwei Zechen, die gesegnete Bergmannshoffnung und die tiefe Hülfe Gottes; […]. In Obergruhna wohnen auch Bergleute, welche auf der Hoffnung Gottes bei Voigtsberg arbeiten.“

Im Zuge der Vergrößerung der Kirche im Jahr 1834 wurde auch der Kanzelaltar eingebaut. Der Taufstein datiert auf das Jahr 1863. Für das wegen Baufälligkeit mehrere Jahre geschlossene Gotteshaus begannen am 7. Oktober 1988 umfangreiche Sanierungs- und Umbauarbeiten. Die Bronzeglocke von 1690 wurde 2002 um zwei neue Glocken ergänzt.
Obergruna lag bis 1856 im kursächsischen bzw. königlich-sächsischen Amt Nossen. Während ein Teil des Orts dem örtlichen Vorwerk unterstand, gehörte der andere Teil als Amtsdorf direkt zum Amt Nossen. Ab 1856 gehörte der Ort zum Gerichtsamt Nossen und ab 1875 zur Amtshauptmannschaft Meißen. Durch die zweite Kreisreform in der DDR kam Obergruna im Jahr 1952 zum Kreis Freiberg im Bezirk Chemnitz (1953 in Bezirk Karl-Marx-Stadt umbenannt), der ab 1990 als sächsischer Landkreis Freiberg fortgeführt wurde.
Am 1. Januar 1994 wurde Obergruna in die Stadt Siebenlehn eingemeindet. Seit Eingemeindung der Stadt Siebenlehn nach Großschirma am 1. September 2003 ist es ein Gemeindeteil von Letzterem. Seit 2008 gehört Obergruna zum Landkreis Mittelsachsen.

## Entwicklung der Einwohnerzahl
| Jahr | Einwohnerzahl                                        |
| ---- | ---------------------------------------------------- |
| 1551 | 25 besessene Mann, 8 Häusler, 13 Inwohner            |
| 1764 | 28 besessene Mann, 23 Häusler, 4 Wüstungen, 24 Hufen |
| 1834 | 771                                                  |
| 1871 | 1024                                                 |
| 1890 | 1084                                                 |
| 1910 | 845                                                  |

| Jahr | Einwohnerzahl |
| ---- | ------------- |
| 1925 | 821           |
| 1939 | 744           |
| 1946 | 948           |
| 1950 | 933           |
| 1964 | 811           |
| 1990 | 493           |

| Jahr | Einwohnerzahl |
| ---- | ------------- |
| 1993 | 503           |
| 2010 | 504           |
| 2012 | 515           |
| 2015 | 488           |
| 2020 | 513           |